# Mazda B-Serie
Die Mazda B-Serie  bezeichnet ein Pick-up-Modell des japanischen Herstellers Mazda. Es wurde in verschiedenen Karosserievarianten angeboten: als 2-Türer („M-Cab“) mit zwei Sitzplätzen, als 4-Türer mit Freestyle-Türsystem („L-Cab“, d. h. die Türen öffnen gegenläufig, keine B-Säule) mit vier Sitzplätzen (2 vollwertige Sitze vorne + 2 Notsitze hinten), oder als 4-Türer („XL-Cab“) mit fünf Sitzplätzen.
Die B-Serie verfügt für normalen Straßenbetrieb über Hinterradantrieb, besitzt aber einen zuschaltbaren Allradantrieb (für L-Cab/XL-Cab), der zusätzlich die Vorderräder antreibt. Die Version mit zwei Sitzplätzen besitzt hingegen nur Hinterradantrieb. Die Anhängelast(gebremst) beträgt 2,8 t.
Die B-Serie lief Ende 2006 in Europa aus und wurde vom Modell BT-50 abgelöst.

## Baureihe UN (1998–2006)
Die B-Serie der letzten Generation ist baugleich zum zeitgenössischen Ford Ranger. Zwei 2,5-l-Turbo-Dieselmotoren mit 62 kW (84 PS) und 80 kW (109 PS) stehen zur Wahl.
| Modell                          | 2.5 TD 2WD | 2.5 TD 4WD           | 2.3 (USA)     | 4.0 V6 (USA)  |
| Bauzeit                         | 2002–2006  | 2002–2006            | 2002–2009     | 2001–2009     |
| Zylinderzahl                    | 4          | 4                    | 4             | V6            |
| Hubraum (cm³)                   | 2498       | 2498                 | 2267          | 4025          |
| Antrieb                         | Hinterrad  | Allrad (zuschaltbar) | Hinterrad     | keine Angaben |
| Max. Leistung (kW/PS)           | 62/84      | 80/109               | 89/119        | 154/207       |
| Max. Drehmoment (Nm)            | 195        | 266                  | 209           | 323           |
| Höchstgeschwindigkeit (km/h)    | 140        | 147                  | keine Angaben | keine Angaben |
| Beschleunigung (0–100 km/h)     | 35,6 s     | 25,6 s               | keine Angaben | keine Angaben |
| Verbrauch kombiniert (l/100 km) | 11,5 D     | 11,3 D               | keine Angaben | keine Angaben |
| Tankinhalt                      | 62         | 62                   | 62            | 62            |